# 1513
Cette page concerne l'année 1513  du calendrier julien.
L'année 1513 est une année commune qui commence un samedi.

## Événements
- 25 mars : échec des Portugais devant Aden[1].
- 2 avril :  l'Espagnol Juan Ponce de León, parti de Porto Rico, découvre la Floride à Saint Augustine et le Gulf Stream[2].
- 29 août-2 septembre : bataille d'Azamor. Les Portugais prennent Azamor au Maroc[3].

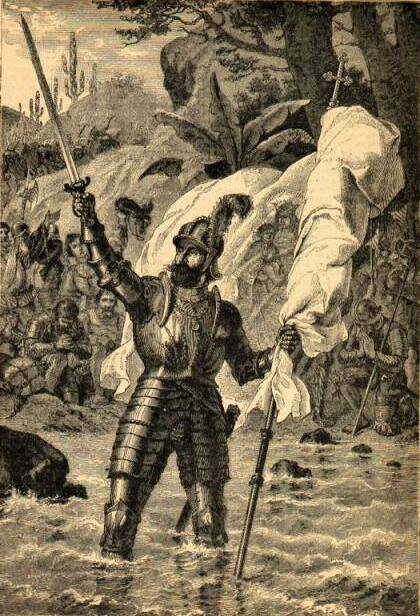
25 septembre : Balboa atteint l'océan Pacifique

- 25 septembre : le conquistador espagnol Vasco Núñez de Balboa, gouverneur du Darién, est le premier européen à voir l'océan Pacifique, après avoir traversé l'isthme de Panama pendant 25 jours[4] avec Francisco Pizarro.
- 29 septembre : Vasco Núñez de Balboa prend officiellement possession de la Mer du Sud pour le compte de la couronne d’Espagne[5].

- Pedro de Mascarenhas aurait découvert les Mascareignes[6].
- Arrivée des premiers esclaves Noirs à Cuba[7].

### Europe
- 4 mars : un décret du roi de Pologne Sigismond Ier le Vieux accorde à Piła le statut de ville et les mêmes droits municipaux que les habitants de Magdebourg ont obtenu[8].
- 11 mars : le cardinal Giovanni di Lorenzo de Médicis, fils de Laurent de Médicis, est élu pape et devient le 217e pape de l'Église catholique, couronné pape le 19 mars sous le nom de Léon X (fin du pontificat en 1521)[9]. Il s’appuie sur Florence et crée une principauté comprenant Parme, Plaisance et Modène.
- 14 mars : traité de Blois. Venise abandonne la Sainte Ligue et se rapproche de la France[10].
- 5 avril : la ligue de Malines rassemble Maximilien Ier, Henri VIII et Ferdinand II d'Aragon contre la France[11].
- 22 avril : serment du plan d'Arrem[12].
- 8 mai : la peste est signalée près de Châlons-sur-Marne[13].
- 25 mai : reprise de Gênes par les Français, qui chassent le doge Jean de Campo Fregoso. Antoine Adorno est nommé gouverneur (fin le 16 juin)[14].
- Mai : les Français envahissent le Milanais et s'emparent d'Alexandrie[15].

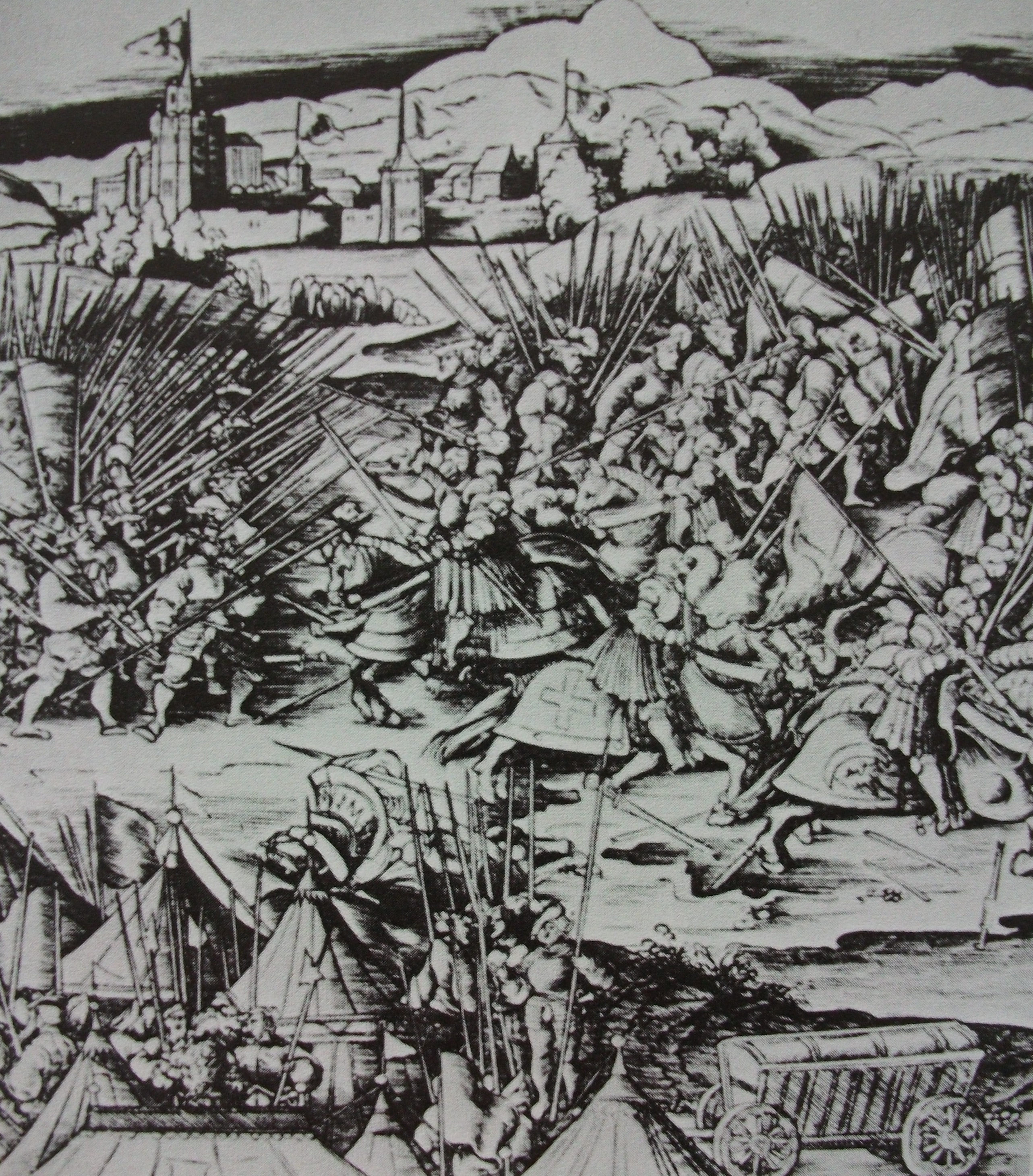
6 juin : bataille de Novare

- 6 juin, guerre de la Ligue de Cambrai : bataille de Novare[10] ; défaite française. Louis II de la Trémoille et Trivulce, mis en déroute par les Suisses de Maximilien Sforza, repassent en France.
- 17 juin : les Français et leurs partisans doivent évacuer Gênes[16]. Après leur départ, Andrea Doria (1466-1560) devient capitaine général des galères à Gênes[17].
- 18 juin : Octavien de Campo Fregoso devient doge de Gênes[18].
- 30 juin : Henry VIII débarque près de Calais[19]. Il solde en France 6000 lansquenets allemands et 1000 gendarmes des Pays-Bas[20].
- 7 juillet : la Navarre est intégrée  à la Castille aux cortès de Burgos[21].
  - Retraite en Navarre de Jean d'Albret devant les troupes de Ferdinand II d'Aragon. Le duc d’Albe s’empare de la partie ibérique du royaume de Navarre et les Pyrénées deviennent la frontière.
- 22 juillet : Christian II (1481-1559), est élu roi de Danemark et de Norvège (fin de règne en 1523)[22]. Il est allié aux Habsbourg par son mariage avec Isabelle, sœur de Charles Quint. Il peut ainsi lutter contre les Hanséates en s’appuyant sur leurs rivaux Hollandais.
- 16 août : bataille de Guinegatte, près de Saint-Omer ; la cavalerie française s'enfuit devant les forces de Henry VIII d'Angleterre au cours de la « journée des Eperons » où le maréchal de La Palice est fait prisonnier[11].
- 22 août : prise de Thérouanne en Picardie par Henri VIII. Bayard et le duc de Longueville sont faits prisonniers[23].
- 30 août[24] : Albert de Hohenzollern devient archevêque de Magdebourg et évêque d’Halberstadt (septembre).
- Août : Les Suisses envahissent la Bourgogne.
- 7 septembre : début du siège de Dijon par les Suisses[19].
- 9 septembre : bataille de Flodden Field entre l'Angleterre et l'Écosse; victoire anglaise du comte de Surrey ; le roi Jacques IV (James IV) d'Écosse est tué. La noblesse écossaise est décimée[25].

- 13 septembre : 

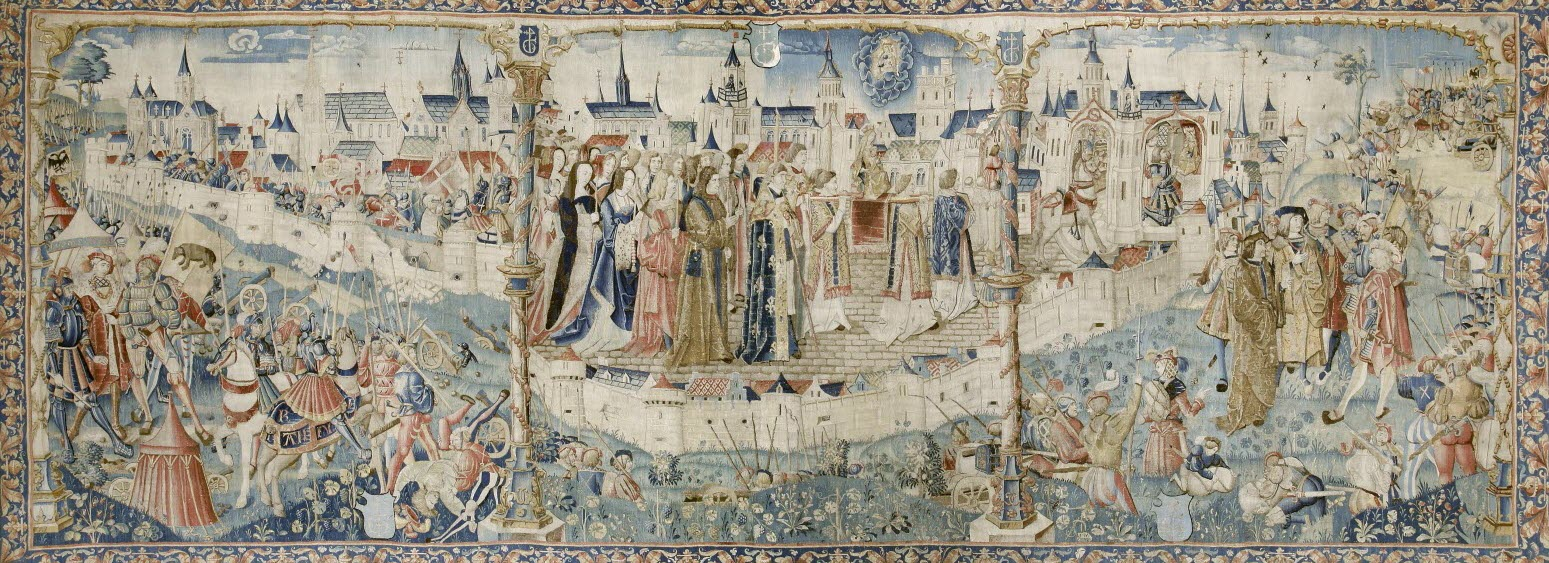
Le Siège de Dijon par les Suisses en 1513

  - Début du siège de Tournai par Henry VIII et Maximilien Ier ; la ville, qui ne peut être secourue par le roi de France, se rend le 20[11].
  - Traité de Dijon, assiégée par les impériaux. Louis II de la Trémoille achète le départ des Suisses à prix d’argent et avec des concessions territoriales non ratifiées par le roi par Louis XII[19].
- 15 septembre : l’humaniste Reuchlin, qui a refusé de laisser procéder à la destruction par le feu des livres juifs demandée par l’Inquisition de Mayence est cité devant le tribunal et condamné[26]. Il fait appel à Rome. L’affaire traîne et donne lieu à des publications de pamphlets contre les dominicains (Ulrich von Hutten).
- 21 septembre : couronnement à Stirling de Jacques V (James V), roi d'Écosse (fin en 1542)[27]. Régence de Marguerite Tudor jusqu'en juillet 1515, puis de John, duc d’Albany.
- 29 septembre : autodafés à Palerme en Sicile[28] (39 victimes brûlées). Un tribunal de l'Inquisition espagnole est établie à Palerme par Ferdinand le Catholique[29].
- 7 octobre : les Vénitiens, sortis de Padoue, sont battus par les troupes espagnoles à la bataille de la Motta, près de Vicence[30].
- 15 octobre : trêve signée à Lille entre la France et la ligue de Malines[11].
- Octobre : échec d'un soulèvement de paysans en Brisgau commandé par Joß Fritz[31].
- 16 novembre : réconciliation de la France avec l'Espagne. La reine Anne obtient de Louis XII la cession de ses droits sur le Milanais au profit de sa fille Renée[32].
- 1er décembre : traité de Blois. Promesse de mariage entre de Charles de Castille et Renée de France[33].
- 17 décembre : le canton d'Appenzell se joint à la Confédération suisse[34]. La Suisse comprend 13 cantons.
- 18 décembre, Latran : réconciliation avec le pape Léon X. Louis XII désavoue le concile de Pise et rallie les thèses pro-pontificales du Ve concile du Latran[35] ; dissolution de la Sainte Ligue.

- Les ordres de Basse-Autriche font l’acquisition de l’ancien palais Liechtenstein dans la Herrengasse à Vienne (Landhaus)[36].
- Carret Oy, devient gouverneur (deputy) d’Irlande en terre gaëlle à la mort de son père Carret Mor[37].

## Naissances en 1513
- 14 février : Domenico Ferrabosco, compositeur et chanteur italien († février 1574).
- 2 mars : François d'Orléans-Longueville, troisième fils de Jeanne de Hochberg et Louis d'Orléans († 25 octobre 1548).
- 14 avril : Jean Boiceau de La Borderie, avocat et poète français († 4 mai 1591).
- 22 avril : Tachibana Dōsetsu, samouraï de la période Sengoku au service du clan Ōtomo († 2 novembre 1585).
- 16 mai : Anton Francesco Doni, homme de lettres, éditeur et traducteur italien († septembre 1574).
- 10 juin  : Louis III de Montpensier, prince de sang français († 23 septembre 1582).
- 3 août : Jean Ier de Brandebourg-Küstrin, margrave de Brandebourg-Küstrin de 1535 à 1571 († 13 janvier 1571).
- 15 août : Georges Cassander, humaniste et théologien flamand († 3 février 1566).
- 24 septembre : Catherine de Saxe-Lauenbourg, reine de Suède du 24 septembre 1531 à sa mort en 1535, et de Finlande, épouse du roi Gustave Ier Vasa († 23 septembre 1535).
- 13 octobre : Sagara Haruhiro, daimyo de l'époque Sengoku, à la tête d'un han dans la province de Higo († 28 août 1555).
- 18 octobre : Bertrand-Rambaud de Simiane, baron de Gordes et de Caseneuve († 20 février 1578).
- 30 octobre : Jacques Amyot, ecclésiastique français, écrivain et traducteur des textes grecs et latins. Fondateur du Collège d'Auxerre († 6 février 1593).
- 3 décembre : Laurent Strozzi, prélat, archevêque et cardinal d'origine italienne († 14 décembre 1571).
- 23 décembre : Thomas Smith, juriste et homme d'État anglais († 12 août 1577).
- Date précise inconnue :
  - Jean d'Alesso, seigneur d'Éragny, trésorier du connétable Anne de Montmorency, conseiller du roi et maître ordinaire de sa Chambre des comptes († 13 septembre 1572).
  - Philibert Babou de La Bourdaisière, cardinal français († 25 janvier 1570).
  - Giacomo Antonio Cortuso, botaniste italien († 1603).
  - Jacques Daléchamps, médecin, botaniste, philologue et naturaliste français († 1er mars 1588).
  - Michel De Bay, humaniste et  théologien de l'Université de Louvain († 15 septembre 1589).
  - Thomas Fitzgerald, 10e comte de Kildare († 2 février 1537).
  - Auger Ferrier, médecin et astrologue français († 1588).
  - Antoine Havet, religieux de l'ordre des Dominicains, premier évêque de Namur († 30 novembre 1578).
  - Imagawa Ujiteru, daimyo de la période Sengoku à la tête du clan Imagawa de la province de Suruga († 7 avril 1536).
  - Simon Renard,  conseiller de l'empereur Charles Quint et de son fils Philippe II d'Espagne († 8 août 1573).
  - Louis de Saint-Gelais, diplomate, conseiller politique et familier de la reine Catherine de Médicis († 1589).
  - Roger de Taxis, docteur en droit civil et ecclésiastique, prévôt de Louvain et chancelier de l'université de Louvain († 1593).
  - Shiba Yoshimune, dernier chef du clan Shiba († 10 août 1554).
  - George Wishart, prédicateur protestant écossais († 1er mars 1546).
- Vers 1513 :
  - Hans Cranach, peintre allemand († 1537).
  - Giovanni Battista Maganza,  poète et peintre maniériste italien († 25 août 1586).

## Décès en 1513
- 21 février : Jules II, pape.
- 9 septembre : Jacques IV d'Écosse lors de la bataille de Flodden Field
- Takanashi Masamori, samouraï (°1455).